# Лук туркменский
Лук туркменский (лат. Allium turcomanicum) — многолетнее травянистое растение, вид рода Лук (Allium) семейства Луковые (Alliaceae).

## Распространение и экология
В природе ареал вида охватывает Среднюю Азию и северные районы Афганистана.
Произрастает на глинистых и песчаных почвах.

## Ботаническое описание
Луковицы одиночные или, чаще, скученные по 2—3, яйцевидные, диаметром около 1—1,5 мм; наружные оболочки сетчатые, рыжевато-бурые или бурые; оболочки замещающей луковицы желтоватые, с сетчатым жилкованием. Луковички немногочисленные, крупные, удлинённые, жёлтые, гладкие, блестящие. Стебель высотой 30—100 см, на треть или на половину одетый гладкими влагалищами листьев.
Листья в числе четырёх—пяти, шириной 2—6 мм, дудчатые, полуцилиндрические, гладкие, значительно короче стебля.
Чехол рано опадающий. Зонтик коробочконосный, шаровидный, густой, многоцветковый. Цветоножки неравные, в три—пять раз длиннее околоцветника, внутренние в полтора раза длиннее, при основании с прицветниками. Листочки яйцевидного околоцветника розово-фиолетовые, почти равные, острые, линейно-ланцетные или ланцетные, гладкие, длиной 5—6 мм, наружные килеватые. Нити тычинок едва длиннее листочков околоцветника, при основании между собой и с околоцветником сросшиеся, при основании ресничатые, наружные шиловидные, внутренние трёхраздельные. Столбик едва выдается из околоцветника.
Створки коробочки почти округлые, длиной около 3,5 мм.

## Таксономия
Вид Лук туркменский входит в род Лук (Allium) семейства Луковые (Alliaceae) порядка Спаржецветные (Asparagales).
|  |                                      |  |                                                             |                                                             |                   |  | ещё 24 семейства (согласно Системе APG II) | ещё 24 семейства (согласно Системе APG II) |                     |  |  |  | ещё более 870 видов |
|  |                                      |  |                                                             |                                                             |                   |  | ещё 24 семейства (согласно Системе APG II) | ещё 24 семейства (согласно Системе APG II) |                     |  |  |  | ещё более 870 видов |
|  |                                      |  |                                                             | порядок Спаржецветные                                       |                   |  |                                            |                                            | род Лук             |  |  |  |                     |
|  |                                      |  |                                                             | порядок Спаржецветные                                       |                   |  |                                            |                                            | род Лук             |  |  |  |                     |
|  | отдел Цветковые, или Покрытосеменные |  |                                                             |                                                             | семейство Луковые |  |                                            |                                            | вид Лук туркменский |  |  |  |                     |
|  | отдел Цветковые, или Покрытосеменные |  |                                                             |                                                             | семейство Луковые |  |                                            |                                            |                     |  |  |  |                     |
|  |                                      |  | ещё 44 порядка цветковых растений (согласно Системе APG II) | ещё 44 порядка цветковых растений (согласно Системе APG II) |                   |  |                                            | ещё около 300 родов                        | ещё около 300 родов |  |  |  |                     |
|  |                                      |  |                                                             | ещё 44 порядка цветковых растений (согласно Системе APG II) |                   |  |                                            |                                            | ещё около 300 родов |  |  |  |                     |